# Guaporé Futebol Clube
Guaporé Futebol Clube é um clube de futebol brasileiro, sediado na cidade de Rolim de Moura, no estado de Rondônia. Fundado em 2014, suas cores são laranja, verde e branco.

## História do clube
Fundado no dia 21 de abril de 2014, o Guaporé disputava campeonatos amadores de Rolim de Moura, tendo uma rivalidade com o Rolim de Moura. Recém profissionalizado, já iniciou os trabalhos visando a disputa do Campeonato Rondoniense. Em 2021, desistiu de participar da segunda divisão.

## Estatísticas

### Participações
|  | Participações em 2026 |

| Competição | Competição             | Temporadas | Melhor campanha     | Estreia | Última | P | R |
| Rondônia   | Campeonato Rondoniense | 6          | Vice-campeão (2025) | 2019    | 2026   |   | – |
| Rondônia   | 2ª Divisão             | 1          | Campeão (2024)      | 2024    | 2024   | 1 |   |
| Brasil     | Copa do Brasil         | 1          | Estreia (2026)      | 2026    | 2026   |   |   |

### Temporadas
Legenda:
| Campeão. Vice-campeão. Eliminado na semifinal. | Classificado à Copa Libertadores da América pela campanha no Campeonato Brasileiro. Classificado à Copa Libertadores da América pelo título da Copa do Brasil ou Copa Libertadores. Classificado à Copa Sul-Americana. | Rebaixado à divisão inferior. Campeão e promovido à divisão superior. Promovido à divisão superior. |